# Efterskolen (oversigt)
Efterskolen (oversigt) er en dokumentarfilm fra 2021 instrueret af Thora Lorentzen

## Handling
120 håbefulde teenagere begiver sig i august 2019 ud på en rejse fuld af forandring, håb og drømme, da de starter på Klejtrup Musikefterskole. Nogle med et håb om at få nye venner og lægge en folkeskolefortid med mobning bag sig. Andre med målet om at komme over sommerens kærestesorger eller blot med et ønske om at opsøge nye eventyr et sted langt væk fra forældre og vante rammer. Alle for at få deres livs oplevelse sammen. Efterskoleåret giver dem en mulighed for at redefinere, hvem de vil være som mennesker og blive forandret af de nye relationer, de går ind i. De mødes på et afgørende tidspunkt i hinandens liv. Deres skæbner vikles ind i hinanden og forandrer dem for altid.

### Tilknyttede filmtitler
- Efterskolen 1 – Noget er på vej
- Efterskolen 2 – Et kys
- Efterskolen 3 – Totalt forelsket
- Efterskolen 4 – Sammenbruddet
- Efterskolen 5 – Velkommen hjem
- Efterskolen 6 – En evighed forgår